# Aba (Nigeria)
Aba – miasto w południowej Nigerii (stan Abia), położone przy zachodnim brzegu rzeki Aba.

## Dane ogólne
- Ludność: 2 534 000 (2016)
- Położenie geograficzne: 5°07′N 7°22′E/5,116667 7,366667

Miasto położone jest przy linii kolejowej Port Harcourt-Kaduna, przecinają się tu drogi z Port Harcourt, Owerri, Umuahia, Ikot Ekpene i Ikot Abasi.
Ważny ośrodek przemysł bawełnianego. Ośrodek handlowy i rzemieślniczy plemienia Ibów. Aba ma dobrze rozwiniętą bazę naukową m.in. szkoły średnie, seminarium nauczycielskie, kilka technicznych i handlowych instytutów oraz Szkoła Sztuki i Nauki. Jest siedzibą diecezji rzymskokatolickiej Aba.

## Historia
Aba była miastem targowym dla ludu Igbo, zamieszkującego obszary wilgotnych lasów równikowych. W 1901 roku powstał w mieście brytyjski posterunek wojskowy. Po wybudowaniu w 1915 roku linii kolejowej z Port Harcourt, położonego 58 km na płd.-zach., miasto stało się ważnym ośrodkiem handlu płodami rolnymi (szczególnie olejem palmowym i ziarnami palmy oleistej). Aba będąca do 1930 osiedlem miejskim jest obecnie największym w stanie ośrodkiem przemysłowym i handlowym. W 1967 roku na krótko była stolicą państwa Biafra po zajęciu poprzedniej siedziby, Enugu.

## Przemysł
Źródłem energii dla przemysłu jest gaz ziemny, przesyłany 30 km rurociągiem z pól gazowych nad rzeką Imo. Aba stanowi ośrodek przemysłu tekstylnego, farmaceutycznego, mydlarskiego, tworzyw sztucznych, cementowego, obuwniczego i kosmetycznego, z browarem i destyralnią.

## Demografia
| Rok  | Liczba ludności |
| ---- | --------------- |
| 1963 | 131 000         |
| 1990 | 257 300         |
| 1991 | 264 000         |
| 1995 | 291 600         |
| 2005 | 494 152         |